# La Palma, Valle de Bravo
La Palma är en ort i Mexiko.   Den ligger i kommunen Valle de Bravo och delstaten Mexiko, i den södra delen av landet, 100 km väster om huvudstaden Mexico City. La Palma ligger 2 209 meter över havet och antalet invånare är 211.
Terrängen runt La Palma är lite bergig, och sluttar västerut. Runt La Palma är det ganska tätbefolkat, med 116 invånare per kvadratkilometer. Närmaste större samhälle är Valle de Bravo, 8,8 km väster om La Palma. I omgivningarna runt La Palma växer huvudsakligen savannskog.